# Филаретов, Виктор Тимофеевич
Виктор Тимофеевич Филаретов (1921 — 16.02.1958) — разведчик взвода пешей разведки 110-го гвардейского Брестского стрелкового полка (38-я гвардейская стрелковая Лозовская Краснознамённая дивизия, 96-й Брестский стрелковый корпус, 70-я армия, 2-й Белорусский фронт), гвардии красноармеец, участник Великой Отечественной войны, кавалер ордена Славы трёх степеней.

## Биография
Родился в 1921 году в городе Синельниково ныне Днепропетровской области (Украина) в семье служащего. Русский. Образование начальное. Жил в городе Ростов-на-Дону. Работал маляром.
В Красной армии с 1940 года. В действующей армии с июля 1941 года.
Воевал на Южном фронте. Принимал участие в оборонительных сражениях в Молдавии, на юге Украины, в Донбасско-Ростовской оборонительной операции. В марте 1942 года в бою был тяжело ранен. После излечения с января 1943 года — снова в действующей армии. Воевал на Юго-Западном, 1-м и 2-м Белорусских фронтах. Принимал участие в Сталинградской битве, Ворошиловградской, Донбасской, Гомельско-Речицкой, Калинковичско-Мозырской, Люблин-Брестской, Млавско-Эльбингской, Восточно-Померанской и Берлинской наступательных операциях. В боях ещё трижды был ранен.
10 октября 1944 года разведчик взвода пешей разведки 110-го гвардейского стрелкового полка (38-я гвардейская стрелковая дивизия, 70-я армия, 1-й Белорусский фронт) гвардии рядовой Филаретов Виктор Тимофеевич во главе группы бойцов успешно провёл разведку переднего края немецкой обороны в районе населённого пункта Непорент (7 км западнее города Радзымин, Польша). 11 октября 1944 года в ходе разведки с группой бойцов уничтожил несколько гитлеровцев и без потерь вернулся в полк с ценными данными о противнике. Командиром полка В. Т. Филаретов был представлен к награждению орденом Красной Звезды.
Приказом командира 38-й гвардейской стрелковой дивизии от 17 октября 1944 года гвардии красноармеец Филаретов Виктор Тимофеевич награждён орденом Славы 3-й степени.
В бою за высоту с отметкой 86.0 (17 км северо- западнее города Радзымин, Польша) Филаретов В. Т. 27 октября 1944 года в числе первых ворвался в траншею противника и гранатой подавил пулемёт. При отражении контратаки, несмотря на ранение, продолжал выполнять боевую задачу до подхода основных сил, истребил несколько автоматчиков.
Приказом командующего 70-й армией от 24 ноября 1944 года гвардии красноармеец Филаретов Виктор Тимофеевич награждён орденом Славы 2-й степени.
5 февраля 1945 года вместе с бойцами вёл разведку в районе населённого пункта Блондзмин (22 км юго-восточнее города Тухоля, Польша), скрытно подобрался к сторожевому посту и снял часового, дав тем самым возможность группе захвата взять «языка». Получив ранение, продолжал выполнять боевое задание.
Указом Президиума Верховного Совета СССР от 29 июня 1945 года за образцовое выполнение боевых заданий командования на фронте борьбы с немецкими захватчиками и проявленные при этом доблесть и мужество гвардии красноармеец Филаретов Виктор Тимофеевич награждён орденом Славы 1-й степени.
В ходе Берлинской наступательной операции части 38-й гвардейской стрелковой дивизии в ночь на 23 апреля 1945 года были введены в бой на шверинском направлении. Командир отделения В. Т. Филаретов действовал со своим отделением в составе головного дозора. Вместе с группой разведчиков на окраине населённого пункта Геезов (Кеезо, ныне коммуна Тантов района Уккермарк, земля Бранденбург, Германия) под огнём противника подобрался к опорному пункту врага, оборудованному в каменном доме, и забросал его гранатами. 6 немецких солдат было уничтожено и 1 захвачен в плен. В ходе дальнейшего наступления 5 мая 1945 года с отделением проводил разведку маршрута для своего полка. Встретив боевое охранение противника, разведчики стремительно атаковали и уничтожили его, продвинулись к главным силам врага и вступили с ними в бой. До подхода главных сил полка группа уничтожила 14 немецких солдат и 30 взяла в плен. Приказом командующего 70-й армией В. Т. Филаретов был награждён орденом Красного Знамени.
В 1945 году демобилизован. Жил в городе Ростов-на-Дону. Работал директором продуктового магазина.
Умер 16 февраля 1958 года. Похоронен Ростов-на-Дону.

## Награды
- Орден Красного Знамени (15.05.1945)[6]
- Полный кавалер ордена Славы:
  - орден Славы I степени (29.06.1945)[7];
  - орден Славы II степени (24.11.1944)[8];
  - орден Славы III степени (17.10.1944)[9];
- медали, в том числе:
  - «За оборону Сталинграда» (1 мая 1944)
  - «За взятие Берлина» (9.5.1945)
  - «За победу над Германией» (9 мая 1945[10])

## Память
- На могиле установлен надгробный памятник
- Его имя увековечено в Главном Храме Вооружённых сил России, и навсегда запечатлено на мемориале «Дорога памяти»